# Exechohypopion minus
Exechohypopion minus är en tvåvingeart som först beskrevs av Macquart 1850.  Exechohypopion minus ingår i släktet Exechohypopion och familjen svävflugor. Inga underarter finns listade i Catalogue of Life.